# UFC 255
UFC 255: Figueiredo vs. Perez（ユーエフシー・ツーフィフティファイブ：フィゲイレード・バーサス・ペレス）は、アメリカ合衆国の総合格闘技団体「UFC」の大会の一つ。2020年11月21日、ネバダ州ラスベガスのUFC APEXで開催された。

## 大会概要
本大会では王者デイブソン・フィゲイレードと挑戦者アレックス・ペレスによるUFC世界フライ級タイトルマッチ、王者ヴァレンティーナ・シェフチェンコと挑戦者ジェニファー・マイアによるUFC世界女子フライ級タイトルマッチが組まれた。

## 試合結果

### アーリープレリム
第1試合 ウェルター級 5分3R
○  サーシャ・パラトニコフ vs.  ルイス・コシ ×
3R 2:27 TKO（パウンド）
第2試合 ミドル級 5分3R
○  カイル・ドーカス vs.  ダスティン・シュトルツフス ×
3R終了 判定3-0（30-27、30-27、30-26）
第3試合 ウェルター級 5分3R
○  アラン・ジョウバン vs.  ジャレッド・グッデン ×
3R終了 判定3-0（30-27、30-27、30-27）

### プレリミナリーカード
第4試合 ウェルター級 5分3R
○  ニコラス・ダルビー vs.  ダニエル・ロドリゲス ×
3R終了 判定3-0（30-27、29-28、29-28）
第5試合 女子フライ級 5分3R
○  アントニーナ・シェフチェンコ vs.  アリアネ・リプスキ ×
2R 4:33 TKO（パウンド）
第6試合 ミドル級 5分3R
○  ホアキン・バックリー vs.  ジョーダン・ライト ×
2R 0:18 KO（左フック）
第7試合 フライ級 5分3R
○  ブランドン・モレノ vs.  ブランドン・ロイバル ×
1R 4:59 TKO（肩の負傷）

### メインカード
第8試合 ライトヘビー級 5分3R
○  ポール・クレイグ vs.  マウリシオ・ショーグン ×
2R 3:36 TKO（パウンド）
第9試合 女子フライ級 5分3R
○  ケイトリン・チュケイギアン vs.  シンシア・カルビーロ ×
3R終了 判定3-0（30-27、30-27、30-27）
第10試合 175.5ポンド契約 5分3R
○  ティム・ミーンズ vs.  マイク・ペリー ×
3R終了 判定3-0（30-27、29-28、29-28）
※ペリーの体重超過によりウェルター級から変更
第11試合 UFC世界女子フライ級タイトルマッチ 5分5R
○  ヴァレンティーナ・シェフチェンコ vs.  ジェニファー・マイア ×
5R終了 判定3-0（49-46、49-46、49-46）
※シェフチェンコが4度目の王座防衛に成功。
第12試合 UFC世界フライ級タイトルマッチ 5分5R
○  デイブソン・フィゲイレード vs.  アレックス・ペレス ×
1R 1:57 ギロチンチョーク
※フィゲイレードが王座の初防衛に成功。

### 各賞
ファイト・オブ・ザ・ナイト：サーシャ・パラトニコフ vs. ルイス・コシ
パフォーマンス・オブ・ザ・ナイト：ホアキン・バックリー、アントニーナ・シェフチェンコ
各選手にはボーナスとして5万ドルが授与された。

### カード変更
負傷などによるカードの変更は以下の通り。